# Tony Pancella
Tony Pancella (Chieti, 1959) è un pianista e compositore italiano contemporaneo.

## Biografia
Tony proviene da una famiglia di musicisti: suo nonno era un violinista, sua nonna una pianista, suo padre un pianista appassionato di jazz. A sei anni inizia lo studio del pianoforte da autodidatta.
Iniziò ad esibirsi da professionista all'età di 18 anni come percussionista di un complesso di musica rinascimentale. A 22 anni formò il suo gruppo jazzistico.
Due anni dopo frequentò un lungo corso con Max Roach che lo scelse tra tutti i partecipanti per farsi accompagnare nel concerto finale.
Nel 1989 vinse il 1º Premio al Concorso per nuovi talenti del Jazz indetto da “Music Inn”, RAI Radiouno e Umbria Jazz. Nel 1990 vinse il 1º Premio quale migliore gruppo italiano emergente alla 7ª Rassegna Concorso organizzata a Forlì (in coppia con Pierpaolo Pecoriello). Nel 1991 si esibì a New York con la sassofonista Virginia Mayhew e studiò con Larry Willis e James Williams. 
Si è esibito in attività concertistiche nei più noti festival jazz in Italia, Stati Uniti, Canada, Germania, Austria, Croazia, Slovenia, Serbia, Ungheria, Bulgaria, Belgio, Lussemburgo, Israele, Svizzera, Francia, Grecia, Turchia, Inghilterra, Giappone, Messico. 
Ha partecipato a programmi radiofonici e televisivi in Italia e all'estero. 
Tony ha suonato e collaborato con i grandi del jazz: Lee Konitz, Buddy DeFranco, Phil Woods, Bobby Durham, Ray Mantilla, Steve Turre, Charles Tolliver, Jimmy Owens, Joe Magnarelli, Tony Scott, Jimmy Knepper, Cameron Brown, Miles Griffith, Keith Copeland, John Mosca, Leon Parker, Bobby Durham, Eliot Zigmund, Helen Merrill, Kevin Mahogany, Joshua Breakstone.
Ha pubblicato CD per varie etichette discografiche tra cui YVP (Germania), Philology, Splasch, OragneParkRecords (Italia), Mapleshade Records, MG Music (Stati Uniti), AdOpen (Svezia). 

## Discografia
La sua discografia comprende:
- "Dice" (1990)[1]
- "Tetracolors" (1991) con Pierpaolo Pecoriello[2]
- "Basic Jazz Trio" (1996)[3]
- "Alter Ego" (2006) con Larry Willis[4]
- “The Struggle Never Dies!” (2008) con Miles Griffith[5]
- “Coming Home” (2010) con Magdalena Reising, Steve Thompson e Alex Eberhard[6]
- “Different Like Two Drops Of Water” (2010) con Uri Bracha[7]
- “Piano Duet - Live at Piano World” (2010) con Eric Niceberg[8]
- “Himawari” (2011) con Moreno Bussoletti[9]
- “Keep This in Mind” (1998)[10]
- “Different Stories” (2011)[11]
- "Time to Take Back My Soul" (2017)[12]
- "Special Stories" (2020) con Ulf Rådelius[13]
- "Duke, Monk & Viceversa (2018) con Bepi D’Amato[14]
- "A Certain Attitude" (2018) con Gregory Rivkin, Matthias Gmelin, Henning Sieverts	[15]
- "Monk'us" (2020) con Gregory Rivkin[16]
- "Vinosophia Sound Experience" (2020) [17]
- "In Viaggio" (2023)[18]